# Adalgisa (Osasco)
Jardim Adalgisa é um bairro localizado no município de Osasco, São Paulo, Brasil. Loteamentos do bairro: Parque dos Príncipes; Jardim Adalgisa; Jardim Lorian. E sendo delimitado ao Norte pelos bairros Vila Yara e Umuarama; a Leste faz divisa com o município de São Paulo; ao Sul delimita-se com a Rua Apkar Cholakian; a Oeste, com os bairros Jardim D'Abril e Umuarama.

## Formação
A Família Matarazzo e associados lotearam a Fazenda São Francisco em chácaras, que posteriormente foi loteado em lotes urbanos. Uma parte do loteamento da família foi nomeado como Filipini, que posteriormente passou a se chamar Jardim Adalgisa. Assim foi a formação do bairro. O bairro abrigou principalmente pessoas com ascendências japonesa, italina, portuguesa e alemã.

## Atualidade
O bairro Jardim Adalgisa é predominantemente residencial, sendo destacados os sobrados como opção de moradia na região (de diversas tendências arquitetônicas). O bairro nos últimos tempos tem abrigado residenciais fechados como: 72% do Residencial Parque dos Príncipes, 100% do Condomínio Lorian Boulevard, Golf Life São Francisco Residences e Residencial Adalgisa.  Isso se deve à proximidade do verde das propriedades da Família Matarazzo (Clube de Golf São Francisco, Hotel Solarium e a Chácara São Francisco).  Nos extremos do bairro com a Rua Manuel Martin localiza-se a maior parte da estrutura comercial do bairro.  Neste bairro abriga a Associação Paulista de Medicina e Associação Paulista de Cirurgiões Dentistas (Regional Osasco), um clube recreativo e uma Associação de Moradores do Bairro.

## Principais vias
- Avenida Doutor Martin Luther King
- Rua Manoel da Nóbrega
- Rua Manoel Martin[1]

## Transporte
O bairro possui um terminal de ônibus.
- De São Paulo (Sptrans): Linha 775A/10 - Jd. Adalgiza (sic) - Pinheiros[2]

- Da EMTU: 202 Adalgisa – Pirituba.[3]

- Da CMTO: Adalgisa – Santa Fé.[4]

## Dados da segurança pública do bairro
Dados da Secretaria de Gestão Estratégica, numa pesquisa realizada em 2005.
| Ocorrências de 2004      | Porcentagem | Números |
| ------------------------ | ----------- | ------- |
| Tráfico de entorpecentes | 1,72%       | 1       |
| Furto                    | 25,86%      | 15      |
| Roubo                    | 32,76%      | 19      |
| Furto de veículos        | 15,52%      | 9       |
| Roubo de veículos        | 24,14%      | 14      |
| Total Ocorrências        | 100%        | 58      |

## População

### População Residente Segundo Faixas Etária
| Anos | 0 a 3 anos | 4 a 6 anos | 7 a 14 anos | 15 a 17 anos | 18 a 24 anos | 25 a 34 | 35 a 59 anos | Acima de 60 | População Total |
| ---- | ---------- | ---------- | ----------- | ------------ | ------------ | ------- | ------------ | ----------- | --------------- |
| 2000 | 212        | 162        | 533         | 316          | 729          | 597     | 1.479        | 345         | 4.373           |
| %    | 4,8        | 3,7        | 12,2        | 7,2          | 16,7         | 13,7    | 33,8         | 7,9         | 100,0           |
| 2004 | 223        | 172        | 567         | 335          | 776          | 637     | 1570         | 367         | 4.647           |
| 2005 | 227        | 175        | 577         | 340          | 789          | 648     | 1598         | 373         | 4.727           |
| 2006 | 230        | 178        | 584         | 345          | 800          | 656     | 1619         | 379         | 4.791           |

Fonte: Censo Demográfico de 2000 – estimativa população – IBGE